# Альбін Моллер

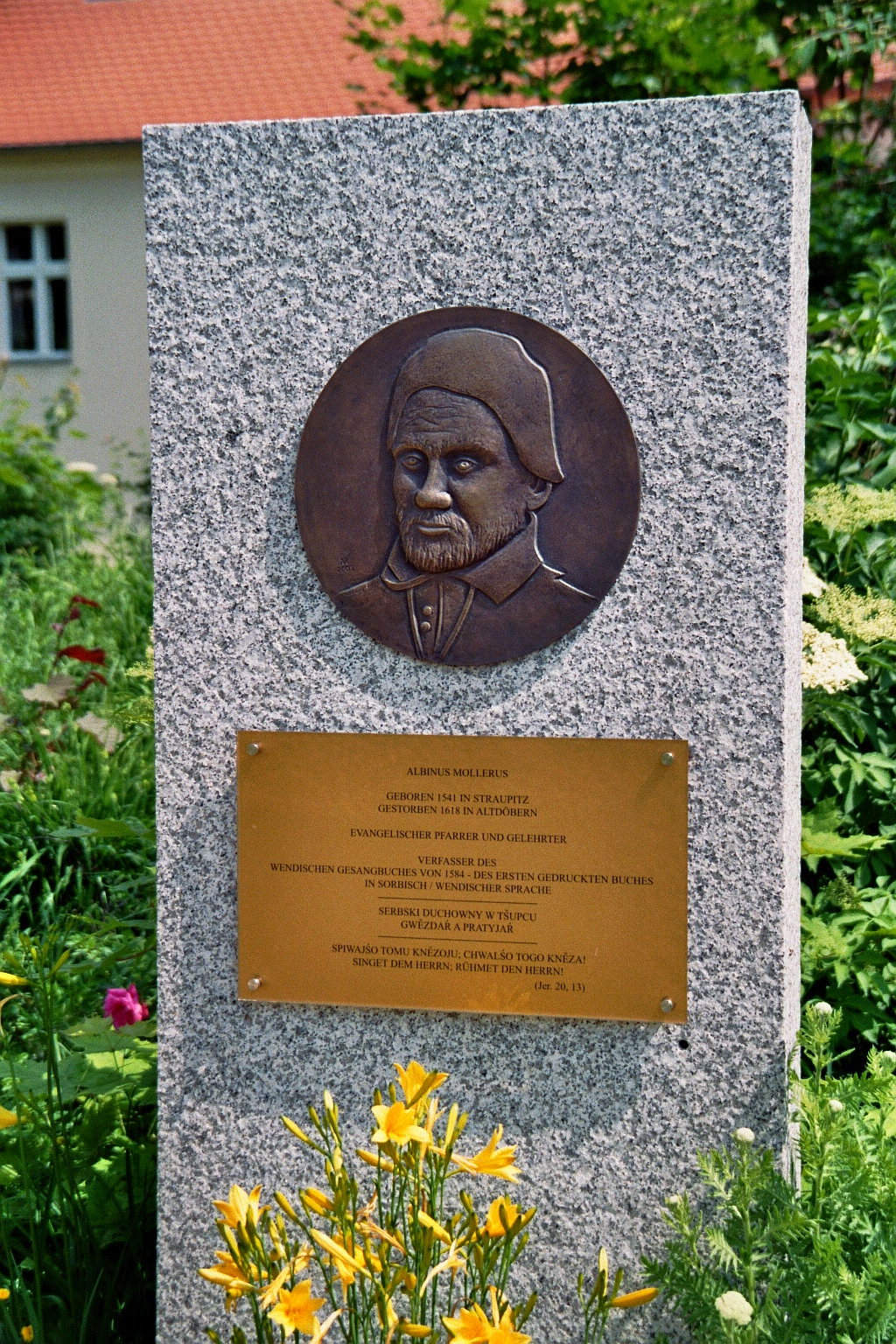
Пам'ятник Альбіну Моллеру

Альбін Моллер (н.-луж. Albin Moller, лат. Albinus Mollerus; нар. 1541, село Яншойце, Нижня Лужиця — пом. 26 грудня 1618, Альтдеберн, Нижня Калюжка) — лютеранський священник, нижньолужицький письменник, богослов, перекладач, астроном і ботанік. Видав три перші друковані книги нижньолужицькою мовою.

## Біографія
Народився Альбін Моллер близько 1541 року в серболужицькому селі Штраупіц в родині службовця аристократичного роду графів фон Дона. Закінчив латинську школу в Калау. Вивчав з 1559 року теологію в університеті Франкфурта-на-Майні і з 1568 року — у Віттенберзькому університеті Там він отримав ступінь магістра теології..
В 1572 році служив капеланом в лютеранській парафії в серболужицькому селі Торнов в околицях Калау і в рідному селі Штраупіц, де він служив два роки. З 1608 році був призначений настоятелем у Альтдеберні, де служив до смерті 26 грудня 1618 року.

## Наукова діяльність
В 1574 році видав за свій рахунок у друкарні книготорговців Вольрабів три перші друковані книги — «Малий катехизис» Мартіна Лютера, «Вічний церковний календар» та «Збірник лужицьких псалмів» (Wendisches Gesangbuch), який містив 120 церковних гімнів і псалмів, які він переклав з німецької мови. У 1582 році видав книгу латинською мовою з найменуваннями 240 видів лікарських рослин, де до латинських та німецьких назв рослин додав їх лужицький варіант. Опублікував кілька робіт з астрономії та астрології. Видавав церковні календарі з астрономічними і астрологічними даними, які користувалися популярністю і були перекладені під його ім'ям польською, чеською та німецькою мовами.
Астрономічні роботи Альбіна Моллера були перекладені верхньолужицькою мовою під назвою «Правдиве і докладне повідомлення про нову комету» (видана в 1605 році) і «Велика практична астрологія» (видана в 1613 році).
У 1596 році Моллер опублікував Die grosse: Practica Astrologica, путівник по астрології. У 1602 році він опублікував у Лейпцигу астрологічний календар «Fleissig und Getrewlich Gestellet». Він опублікував ще один календар, Alt und New Schreibcalender Auff das Jar nach unsers Herrn Jhesu Christi Geburt MDCI, близько 1600 року.
Наукова діяльність Альбіна Моллера була помічена імператором Священної Римської імперії Рудольфом II, який подарував йому в 1657 році будинок в Альтдеберні, де він прожив до кінця свого життя.

## Пам'ять
У Штраупіці поблизу Дорфкірга знаходиться пам'ятник, присвячений Альбіну Моллеру.

## Наукові праці
- Prognosticon Astrologicum. Auff die Vier Zeiten und andere Bedeutung der Planeten/Vnd Sternen zum ersten auff das 1573, darnach auff das 1574 Jahr nach Christi Geburt. Hans Wolrab, Bautzen 1572
- Wendisches Gesangbuch. Hans Wolrab, Bautzen 1574; Nachdruck: Niedersorbisches Gesangbuch und Katechismus. Gedruckt zu Budissin, 1574 (= Veröffentlichungen des Instituts für Slawistik, Band 18). Akademie-Verlag, Berlin 1959
- Namenn der vornembsten Arztney Kreuter Ihn Lateinischer Deutzscher Vnnd wendischer Sprachenn. 1582
- Die grosse Practica astrologica … 1596 … Leipzig 1595
- Die grosse: Practica Astrologica, Das ist: Natürliche und gründliche prognostication und verkündigung von dem Gewitter der vier Zeiten, auch von Finsternissen, Krieg und anderen Unglücke, von Reisefarten, Legation und handel zu Lande Wasser und zu … Leipzig [um 1599]
- Alt und New Schreibcalender Auff das Jar nach unsers Herrn Jhesu Christi Geburt MDCI. Magdeburg [um 1600]